# Robert Mavounzy
Robert Mavounzy (* 2. April 1917 in Colón, Panama; † 24. März 1974 in Créteil) war ein französischer Jazz-Musiker (Klarinette, Saxophon, Gesang) und Bandleader.

## Leben und Wirken
Die Eltern des in Panama geborenen Robert Mavounzy stammten von der Karibikinsel Guadeloupe und waren zur Zeit seiner Geburt bei den Arbeiten zum Bau des Panamakanals beschäftigt. Mit zehn Jahren spielte er Schlagzeug. Nach dem Tod des Vaters zog er mit seiner Mutter nach Guadeloupe zurück, wo er bereits als Jugendlicher im Fairness's Jazz- Orchester des Violinisten Roger Fanfant spielte. 1933 wechselte Mavounzy zum Saxophon; er spielte dann sowohl Alt-, Tenor- und Baritonsaxophon als auch Klarinette. 1937 kam er mit dem Fanfant-Orchester nach Frankreich, um dort im Rahmen der Weltausstellung 1937 im Pavillon von Guadeloupe zu spielen. Vor der Rückkehr nahm die Band sechs Seiten für Pathé auf. 
Robert Mavounzy blieb in Paris und kam schnell mit der dortigen Jazzszene in Kontakt, spielte mit dem Trompeter Bill Coleman im Club des Champs Elysées und im Chantilly als auch mit dem argentinischen Gitarristen Oscar Alemán. Nach der Besetzung Paris durch die deutschen Truppen konnten die von den Antillen stammenden Al Lirvat und Robert Mavounzy als  „musiciens coloniaux“ ihre musikalischen Aktivitäten fortsetzen. 
Im Februar 1942 spielte Mavounzy im Orchester des Kameruner Schlagzeugers Fredy Jumbo, das in der Brasserie La Cigale auftrat. Im selben Club spielte er dann in einer Formation mit vier Saxophonisten, Eugène Delouche und Chico Cristobal (Alt),  Sylvio Siobud (Tenor) und  Robert Mavounzy am Baritonsaxophon; im November 1942 entstanden Aufnahmen mit dem Orchester Fredy Jumbo für Polydor. Im Juli 1943 wirkte er bei Plattenaufnahmen von Django Reinhardt mit („Place de Brouckère“, „Melodie au Crépuscule“). Ende 1943 wirkte er bei dem von Hot Club de France veranstalteten Festival le Hot Club colonial  - un festival de musique nègre; neben  dem Orchester von Félix Valvert spielte Mavounzy mit seinem neuen Orchester. 
Er wirkte dann nach Kriegsende auch bei den von Charles Delaunay organisierten Jam-Sessions mit und gründete als erster Musiker Frankreichs eine Bebop-Formation, Robert Mavounzy and His Be-Boppers. Ein halbes Jahr, bevor Dizzy Gillespie nach Paris kam, um die neue Musik vorzustellen, stellte Mavounzy im Februar 1948 mit seiner Band Bebop-Stücke im Salle Pleyel vor. Es entstanden in dieser Zeit auch Aufnahmen mit Harry Cooper, Léo Chauliac, Gus Viseur und Hubert Rostaing. Im April 1947 nahm er unter eigenem Namen vier Seiten für Swing auf, darunter den Standard „These Foolish Things“. In seinen Bebop Minstrels spielten Allan Jeffrey und Jack Carmon (Trompete), André Persiany  (Piano), Emmanuel Soudieux (Bass) und Benny Bennett  (Schlagzeug). Mit seiner Gruppe trat er an bekannten Veranstaltungsorten wie der École Normale, dem Théâtre Marigny, Salle Pleyel auf und ging auf zahlreiche Tourneen.
Anfang der 1950er Jahre arbeitete er noch mit Gérard Pochonet, Art Simmons und Buddy Banks. Von 1955 bis 1960 trat Mavounzy mit Al Lirvat in der Revue La canne à Sucre auf und wirkten im  Olympia an einer Revue von Josephine Baker mit (Paris mes Amours). Nach seiner Rückkehr nach Guadeloupe im Jahr 1964 arbeitete er mit eigenen Formationen, so dem Orchestre Traditionnel De La Guadeloupe, das den lokalen Musikstil der Biguine pflegte (u. a. mit dem Pianisten Alain Jean-Marie und der Sängerin Manuela Pioche). Ér blieb bis 1970 in Guadeloupe; nach seiner Rückkehr nach Paris setzte er seine Zusammenarbeit in der Gruppe mit Al Lirvat fort, mit der er bis zu seinem Tod 1974 in der Brasserie La  Cigale auftrat.